# Одоевский, Даниил Сергеевич
Дании́л Серге́евич Одо́евский (род. 22 января 2003, Санкт-Петербург) — российский футболист, вратарь клуба «Зенит», выступающий на правах аренды за «Ростов».

## Биография
Родился 22 января 2003 года. Воспитанник СШОР «Зенит». Когда Одоевскому было 5 лет, бабушка и дедушка отдали его в «Смену». Через год мать перевела его в СДЮСШОР «Зенит» из-за присутствия в названии слова «Зенит». До 10-11 лет Одоевский играл в нападении и одновременно на позиции вратаря. Благодаря тренеру школы Алексею Поликанову закрепился в качестве вратаря. В 15 лет был замечен скаутами ЦСКА и «Локомотива». Также на игрока претендовал «Ленинградец». Летом 2019 года подписал контракт с «Зенитом».
В сентябре 2019 года был заявлен за клуб «Зенит-2», выступавший в зоне «Запад» ПФЛ. Дебютировал в первенстве ПФЛ 12 октября 2019 в домашнем матче против «Знамени Труда», выйдя на замену вместо Никиты Гойло на 78-й минуте. Впервые в основном составе «Зенита-2» вышел 2 ноября 2019 года в гостевой игре против московского «Велеса» (0:1).
16 мая 2021 года в гостевом матче 30-тура чемпионата России против «Тамбова» (5:1) дебютировал за основной состав «Зенита», встав в ворота с первых минут матча.

### В сборной
С 2018 года вызывался в юношескую сборную России 2003 года рождения.

## Достижения
«Зенит»
- Чемпион России: 2020/21, 2021/22, 2022/23
- Обладатель Кубка России: 2019/20
- Обладатель Суперкубка России: 2020, 2021, 2022

## Личная жизнь
Знает английский и базовый испанский языки, также учил французский и итальянский. Интересуется электронной музыкой. Хобби — сведение треков.

## Статистика выступлений

### Клубная статистика
| Клуб             | Сезон            | Чемпионат России | Чемпионат России | Чемпионат России | Кубок России | Кубок России | Кубок России | Суперкубок России | Суперкубок России | Суперкубок России | Еврокубки | Еврокубки | Еврокубки | Всего | Всего | Всего |
| Клуб             | Сезон            | Игры             | Голы             | С.м.             | Игры         | Голы         | С.м.         | Игры              | Голы              | С.м.              | Игры      | Голы      | С.м.      | Игры  | Голы  | С.м.  |
| ---------------- | ---------------- | ---------------- | ---------------- | ---------------- | ------------ | ------------ | ------------ | ----------------- | ----------------- | ----------------- | --------- | --------- | --------- | ----- | ----- | ----- |
| Зенит-2          | 2019/20          | 3                | −1               | 1                | —            | —            | —            | —                 | —                 | —                 | —         | —         | —         | 3     | −1    | 0     |
| Зенит-2          | 2020/21          | 5                | −4               | 2                | —            | —            | —            | —                 | —                 | —                 | —         | —         | —         | 5     | −4    | 2     |
| Зенит-2          | 2021/22          | 6                | −7               | 2                | —            | —            | —            | —                 | —                 | —                 | —         | —         | —         | 6     | −7    | 2     |
| Всего            | Всего            | 14               | −12              | 5                | —            | —            | —            | —                 | —                 | —                 | —         | —         | —         | 14    | −12   | 5     |
| Зенит (СПб)      | 2020/21          | 1                | −1               | 0                | 0            | 0            | 0            | 0                 | 0                 | 0                 | 0         | 0         | 0         | 1     | −1    | 0     |
| Зенит (СПб)      | 2021/22          | 4                | −4               | 1                | 0            | 0            | 0            | 0                 | 0                 | 0                 | 1         | 0         | 1         | 5     | −4    | 2     |
| Зенит (СПб)      | 2022/23          | 4                | −1               | 3                | 0            | 0            | 0            | 1                 | 0                 | 1                 | —         | —         | —         | 5     | −1    | 4     |
| Всего            | Всего            | 9                | −6               | 4                | 0            | 0            | 0            | 1                 | 0                 | 1                 | 1         | 0         | 1         | 11    | −6    | 6     |
| Волгарь          | 2023/24          | 25               | −34              | 4                | 1            | 0            | 1            | —                 | —                 | —                 | —         | —         | —         | 26    | −34   | 5     |
| Ростов           | 2024/25          | 6                | −11              | 1                | 3            | −2           | 1            | —                 | —                 | —                 | —         | —         | —         | 9     | −13   | 2     |
| Всего за карьеру | Всего за карьеру | 54               | −63              | 14               | 4            | −2           | 2            | 1                 | 0                 | 1                 | 1         | 0         | 1         | 60    | −65   | 18    |